# This Way (альбом Джуэл)
This Way — четвёртый студийный альбом американской певицы Джуэл (Джуэл Килчер), который вышел 13 ноября 2001 года на лейбле Atlantic Records. Джуэл хотела получить сырой, живой альбом, что привело к её участию в процессе создания и продюсирования альбома. Альбом породил синглы «Standing Still» и «Break Me», а также заглавный трек, который также вошёл в саундтрек к фильму «Жизнь, или Что-то вроде того». Заключительный сингл, «Serve the Ego», был ремикширован Хани Нумом и Майком Риццо и возглавил танцевальный чарт Hot Dance Club Play.
Альбом получил смешанные и положительные отзывы от музыкальных критиков, дебютировал на 9 месте в Billboard 200 с продажами за первую неделю в 140 000 единиц. Альбом был сертифицирован как платиновый Ассоциацией звукозаписывающей индустрии Америки (RIAA) 17 декабря 2001 года.

## Отзывы
| Совокупная оценка    | Совокупная оценка |
| Источник             | Оценка            |
| -------------------- | ----------------- |
| Metacritic           | 59/100            |
| Оценки критиков      |                   |
| Источник             | Оценка            |
| AllMusic             | [ 3 ]             |
| Blender              | [ 4 ]             |
| Entertainment Weekly | C−                |
| Rolling Stone        | [ 6 ]             |
| Slant Magazine       | [ 7 ]             |

Альбом получил в целом смешанные и благоприятные отзывы. На сайте Metacritic, который присваивает нормализованный рейтинг из 100, полученный из рецензий основных критиков, альбом получил средний балл 59, основанный на нескольких рецензиях, что означает «смешанные отзывы». Стивен Томас Эрлевайн из AllMusic заявил, что «Джуэл была опасно близка к тому, чтобы утонуть в своей торжественности и благих намерениях со вторым альбомом, поэтому с большим облегчением можно сказать, что This Way, её третья работа, делает её легче и острее, создавая альбом, который никогда не кажется таким мрачным или отполированным, как Spirit. Фактически, это её первый настоящий шаг вперёд, поскольку в нём она усиливает скрытое влияние фолка и кантри в своей музыке, пытается добавить грубости в свои песни и выступления, сохраняя при этом поп-чувство студийной работы Pieces of You, которое сделало Spirit более приятным в звуковом плане альбомом, чем её дебют. Как следствие, это, вероятно, лучшая её запись на сегодняшний день, даже если она все ещё очень быстро предаётся глупым, наивным текстам. Тем не менее, Джуэл звучит свободнее и комфортнее, чем когда-либо, и музыка соответствует её настрою. Возможно, те же проблемы все ещё остаются, но её сильные стороны были усилены, и, в лучшем случае, This Way предлагает прекрасный, сладкий альтернативный фолк-поп для взрослых — возможно, в нём есть скучные участки, и, возможно, она все ещё воспринимает себя слишком серьёзно, но это все равно стильная пластинка для взрослых».

## Коммерческий успех
This Way дебютировал на 9-м месте в Billboard 200 с тиражом первой недели 140000 копии. Он получил платиновую сертификацию Американской ассоциации звукозаписывающих компаний (RIAA) 17 декабря 2001 года, к июню 2010 года тираж составил 1,5 млн копий в США. This Way достиг шестого места в Австралии и был сертифицирован как платиновый Ассоциацией звукозаписывающей индустрии Австралии (ARIA).

## Список композиций
Слова и музыка всех песен — Джуэл Килчер, кроме указанных..
| №                   | Название                           | Автор(ы)                       | Длительность |
| ------------------- | ---------------------------------- | ------------------------------ | ------------ |
| 1.                  | «Standing Still»                   | Kilcher Rick Nowels            | 4:30         |
| 2.                  | «Jesus Loves You»                  |                                | 3:20         |
| 3.                  | «Everybody Needs Someone Sometime» |                                | 4:08         |
| 4.                  | «Break Me»                         |                                | 4:04         |
| 5.                  | «Do You Want to Play?»             |                                | 2:55         |
| 6.                  | «Till We Run Out of Road»          | Kilcher Ty Murray              | 4:45         |
| 7.                  | «Serve the Ego»                    | Kilcher Cesar Lemos Itaal Shur | 4:57         |
| 8.                  | «This Way»                         | Kilcher Nowels                 | 4:16         |
| 9.                  | «Cleveland»                        |                                | 4:09         |
| 10.                 | «I Won't Walk Away»                | Kilcher Nowels                 | 4:45         |
| 11.                 | «Love Me, Just Leave Me Alone»     |                                | 3:47         |
| 12.                 | «The New Wild West»                |                                | 4:47         |
| Общая длительность: | Общая длительность:                | Общая длительность:            | 50:23        |

| №                   | Название                   | Длительность |
| ------------------- | -------------------------- | ------------ |
| 13.                 | «Grey Matter»              | 4:35         |
| 14.                 | «Sometimes It Be That Way» | 3:41         |
| Общая длительность: | Общая длительность:        | 59:55        |

| №                   | Название            | Длительность |
| ------------------- | ------------------- | ------------ |
| 15.                 | «A Long Slow Slide» | 3:37         |
| Общая длительность: | Общая длительность: | 62:16        |

## Чарты
| Чарт (2001—2002)                           | Высшая позиция |
| ------------------------------------------ | -------------- |
| Австралия (ARIA)                           | 6              |
| Австрия (Ö3 Austria)                       | 35             |
| Канада Canadian Albums (Nielsen SoundScan) | 21             |
| Нидерланды (Album Top 100)                 | 15             |
| European Albums (Music & Media)            | 19             |
| Франция (SNEP)                             | 41             |
| Германия (Offizielle Top 100)              | 13             |
| Ирландия (IRMA)                            | 12             |
| Япония Japanese Albums (Oricon)            | 28             |
| Новая Зеландия (RMNZ)                      | 26             |
| Норвегия (VG-lista)                        | 29             |
| Шотландия (Scottish Albums Chart)          | 37             |
| Швеция (Sverigetopplistan)                 | 30             |
| Швейцария (Schweizer Hitparade)            | 14             |
| Великобритания (UK Albums Chart)           | 34             |
| США (Billboard 200)                        | 9              |

| Чарт (2001)                                | Позиция |
| ------------------------------------------ | ------- |
| Канада Canadian Albums (Nielsen SoundScan) | 149     |

| Чарт (2002)                                | Позиция |
| ------------------------------------------ | ------- |
| Канада Canadian Albums (Nielsen SoundScan) | 178     |
| США Billboard 200                          | 42      |

## Сертификации
| Регион | Сертификация | Продажи   |
| --- | ------------ | --------- |
| Австралия (ARIA) | Платиновый   | 70 000^   |
| Канада (Music Canada) | Платиновый   | 100 000^  |
| ЮАР (RISA) | Золотой      | 25 000*   |
| США (RIAA) | Платиновый   | 1,578,000 |
| * Данные о продажах приведены только на основе сертификации. ^ Данные о тиражах приведены только на основе сертификации. |              |           |